# Last Splash
Last Splash es el segundo álbum de la banda de rock alternativo estadounidense The Breeders, lanzado el 30 de agosto de 1993. Originalmente formado por la bajista Kim Deal como proyecto paralelo de la banda Pixies, The Breeders se convirtió rápidamente en su principal banda para producir su música.
Last Splash llegó al puesto número 33 del Billboard Top 200. En junio de 1994 el álbum fue certificado Platino por la RIAA al haber vendido más de un millón de copias en Estados Unidos.
El título del álbum proviene de la letra del principal sencillo extraído del álbum, "Cannonball". El videoclip de "Cannonball" fue dirigido por Spike Jonze y Kim Gordon, mientras que el video para "Divine Hammer" fue dirigidos por estos dos y Richard Kern.
La canción "Cannonball" se ha utilizado para varias películas , entre otras South Park: Bigger, Longer & Uncut y Dude, Where's My Car?.
Un sample de guitarra de "S.O.S." fue utilizado por la banda de música electrónica británica The Prodigy en su sencillo de 1996 "Firestarter". Un sample de "I Just Wanna Get Along" se utilizó en otra canción de The Prodigy llamada "World's on Fire" (del álbum Invaders Must Die).

## Lista de canciones
Todas las canciones compuestas por Kim Deal, excepto donde se indique lo contrario.
1. "New Year" – 1:56
2. "Cannonball" – 3:33
3. "Invisible Man" – 2:48
4. "No Aloha" – 2:07
5. "Roi" – 4:11
6. "Do You Love Me Now?" – 3:01
7. "Flipside" (Kim Deal / Kelley Deal) – 1:59
8. "I Just Wanna Get Along" – 1:44
9. "Mad Lucas" – 4:36
10. "Divine Hammer" – 2:41
11. "S.O.S." – 1:31
12. "Hag" – 2:55
13. "Saints" – 2:32
14. "Drivin' on 9" (Dom Leone / Steve Hickoff) – 3:22
15. "Roi (Reprise)" – 0:42

"Drivin' on 9" es una versión de una canción de la banda de folk Ed's Redeeming Qualities.

## Personal
- Kim Deal - productora, guitarra, voz, moog, casiotone
- Kelley Deal - guitarra, Kenmore 12-stitch, voz, lvoz principal en "I Just Wanna Get Along"
- Josephine Wiggs - bajo, contrabajo, voz, violonchelo, batería en "Roi"
- Jim MacPherson - batería
- Carrie Bradley - violín, voz
- Mark Freegard - productor, ingeniero
- Sean Leonard - asistente de ingeniero
- Daniel Presley - ingeniero de "Divine Hammer"
- Andy Taub - asistente de ingeniero
- Kevin Westenberg - retratos
- Jason Love - fotografía
- Vaughan Oliver - dirección artística, diseño
- Paul MoMenamin	- asistente de diseño